# Biebrzański Park Narodowy

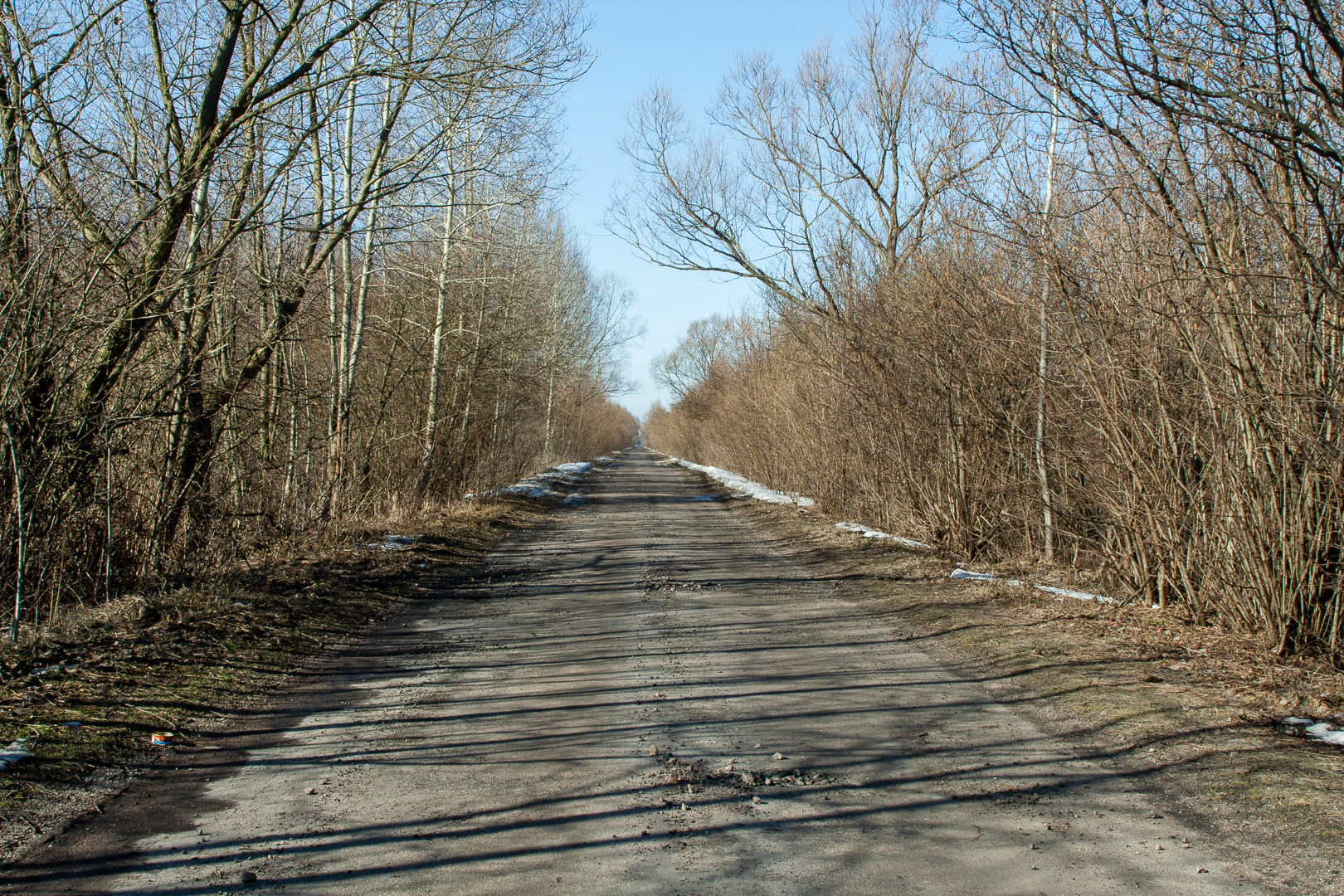
Droga Carska, zdjęcie sprzed remontu drogi

Biebrzański Park Narodowy – polski park narodowy, utworzony w 1993 roku na terenach Kotliny Biebrzańskiej w województwie podlaskim,  w celu ochrony największych w Polsce i jednych z większych w Europie torfowisk niskich, które gdzie indziej zostały już bezpowrotnie zniszczone. Największy Park w Polsce o powierzchni 592,23 km². Siedziba Parku znajduje się w Osowcu-Twierdzy w gminie Goniądz.

## Położenie
Obejmuje dolinę Biebrzy począwszy od ujścia Niedźwiedzicy do Biebrzy, a skończywszy na ujściu Biebrzy do Narwi. Niemal cały bieg Biebrzy znajduje się na terenie parku (ok. 155 km). Ochronę tego terenu zapoczątkowano w latach międzywojennych, tworząc dwa rezerwaty: Czerwone Bagno (w zmienionych granicach istniejący do dziś) oraz Grzędy.

## Historia
- 1989

Staraniem Towarzystwa Biebrzańskiego powstaje Biebrzański Park Krajobrazowy, obejmujący tereny basenów biebrzańskich – dolnego i środkowego.
- 1993

Przekształcenie parku krajobrazowego w park narodowy.
- 1995

Wpisanie Parku na listę wodno-błotnych obszarów chronionych Konwencją Ramsar.
- 2010

Włączenie Parku w całości do spisu ostoi ptaków IBA prowadzonego przez BirdLife International.
- 19–26 kwietnia 2020

Pożar strawił ok. 5280 hektarów Parku, co stanowi ok. 9,5% jego powierzchni. Objął szereg cennych przyrodniczo obszarów, m.in. w okolicy Czerwonego Bagna; przyczynami były susza i wypalanie traw. Przez ponad tydzień z ogniem walczyło prawie dwa tysiące strażaków, żołnierzy WOT i ratowników. Wykorzystano 6 samolotów gaśniczych i dwa śmigłowce, które wykonały blisko tysiąc zrzutów wody. Cała akcja gaśnicza została sfinansowana z budżetu państwa, w tym ze środków Ministerstwa Środowiska i Lasów Państwowych. Przekazano na ten cel prawie 8 mln zł. Według biegłych, przyczyną pożaru było podpalenie. Prokuratura umorzyła dochodzenie w związku z niewykryciem sprawców. Badania przeprowadzone po pożarze wykazują znaczące spadki populacji 14 gatunków ptaków, m.in. wodniczki, brzęczki, świerszczaka zwyczajnego.
- 2023

Jubileusz 30-lecia utworzenia parku narodowego pod  hasłem „Rok Biebrzańskiego Parku Narodowego”. Promocja wiedzy o historii parku, dziejach bagien biebrzańskich, walorów przyrody parku i dziedzictwa kulturowego.
- 14 kwietnia 2025

Początek pożaru. Płoną trzcinowiska i łąki o powierzchni ok. 4,5 km². Powołano sztab kryzysowy w składzie którego są przedstawiciele wojska, policji i Lasów Państwowych; w akcji bierze udział ok. 500 osób, a ze względu na dużą liczbę jednostek latających (5 śmigłowców, drony, samolot) także koordynator operacji lotniczych z PAŻP.
- 25 kwietnia 2025

Pożar został opanowany i objął około 450 ha, głównie turzycowisk, trzcinowisk oraz fragmentów brzeziny i zarośli wierzbowych. Dzięki intensywnej akcji gaśniczej nie rozprzestrzenił się znacząco na teren ochrony ścisłej Czerwone Bagno – spłonęło tam ok. 22 ha, co stanowi 0,5% jego powierzchni. Ucierpiały siedliska wielu rzadkich ptaków i drobnych zwierząt. Sytuacja została opanowana, ale warunki hydrologiczne w regionie dalej pozostają trudne.

## Walory przyrodnicze
Na terenie Biebrzańskiego Parku Narodowego spotyka się zbiorowiska wodne, bagienne, torfowiskowe, szuwary, a także zbiorowiska leśne (olsy, brzeziny, łęgi). Szczególnie cenna jest duża grupa zbiorowisk mechowiskowych, zawierających liczne gatunki rzadkie i reliktowe (brzoza niska, wierzba lapońska, gnidosz królewski), zanikające w innych częściach kraju.
Szata roślinna odznacza się ogromną różnorodnością, wysokim stopniem naturalności i obecnością wielu rzadkich gatunków, jak storczyki (storczyk krwisty, obuwik pospolity, podkolan biały, kruszczyk rdzawoczerwony, kruszczyk szerokolistny, tajęża jednostronna), rosiczki (rosiczka okrągłolistna, rosiczka długolistna), widłaki (jałowcowaty, goździsty, wroniec).
Na terenie Biebrzańskiego Parku Narodowego występuje 49 gatunków ssaków, 271 gatunków ptaków, 36 – ryb, 12 – płazów, 5 – gadów. Bezkręgowce są reprezentowane przez ponad 700 gatunków motyli, 448 gatunków pająków, ponad 500 gatunków chrząszczy, 19 gatunków pijawek oraz 42 gatunki chruścików.
Na Bagnach Biebrzańskich gniazduje wiele gatunków ptaków związanych ze środowiskiem bagiennym. Występują tu izolowane stanowiska lęgowe gatunków borealnych, a także gatunków, których centrum zasięgu geograficznego znajduje się w strefach tajgi i tundry. Ponadto Kotlina Biebrzańska ma ogromne znaczenie dla wielu gatunków ptaków żerujących oraz wypoczywających w czasie corocznych wędrówek. Dla ptaków siewkowatych, wymagających rozległych, podmokłych obszarów, Biebrza stanowi jedną z najważniejszych ostoi w Europie Środkowej.
Najbardziej charakterystyczne lęgowe gatunki ptaków to: batalion (widoczny w emblemacie parku), wodniczka, bekasik, bekas dubelt, bekas kszyk, kulik wielki, biegus zmienny, żuraw zwyczajny, rybitwa białoskrzydła i białowąsa, puchacz zwyczajny, orlik krzykliwy oraz uszatka błotna.
Najbardziej charakterystycznym ssakiem Biebrzańskiego PN jest łoś euroazjatycki, dla którego park jest największą ostoją w Polsce. Ich liczebność wynosi tu około 400 sztuk.

## Atrakcje turystyczne
- Spływy rzeką Biebrzą
- szlaki rowerowe (103,7 km), w tym Podlaski Szlak Bociani i Green Velo
- ścieżki dydaktyczne:
  - ścieżka historyczno-przyrodnicza „Góra Skobla”
  - ścieżka przyrodnicza „Kładka”
  - ścieżka przyrodniczo-historyczna „Wokół Fortu IV twierdzy Osowiec”
  - ścieżka przyrodnicza „Barwik”
  - ścieżka przyrodnicza „Grobla Honczarowska”
  - ścieżka przyrodnicza „Długa Luka”
  - ścieżka przyrodnicza „Biały Grąd”
  - ścieżka przyrodnicza „Brzeziny Kapickie”
  - ścieżka przyrodnicza „Czerwone Bagno”
  - ścieżka przyrodnicza „Borek bartny”
  - ścieżka przyrodnicza „Wydmy”
  - ścieżka przyrodnicza „Las”
  - ścieżka przyrodnicza „Szuszalewo”
  - ścieżka przyrodnicza „Szuszalewo – Nowy Lipsk”[18][19].
- Inne atrakcje turystyczne:
  - Uroczysko Grzędy
  - Carska Droga
  - Goniądz – rynek
  - Twierdza Osowiec położona na terenie m. Osowiec-Twierdza.

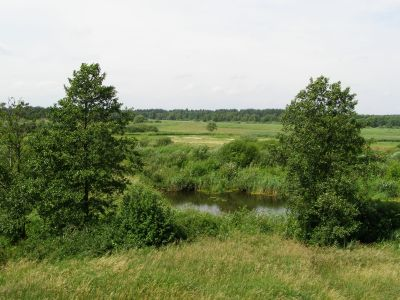
Biebrza
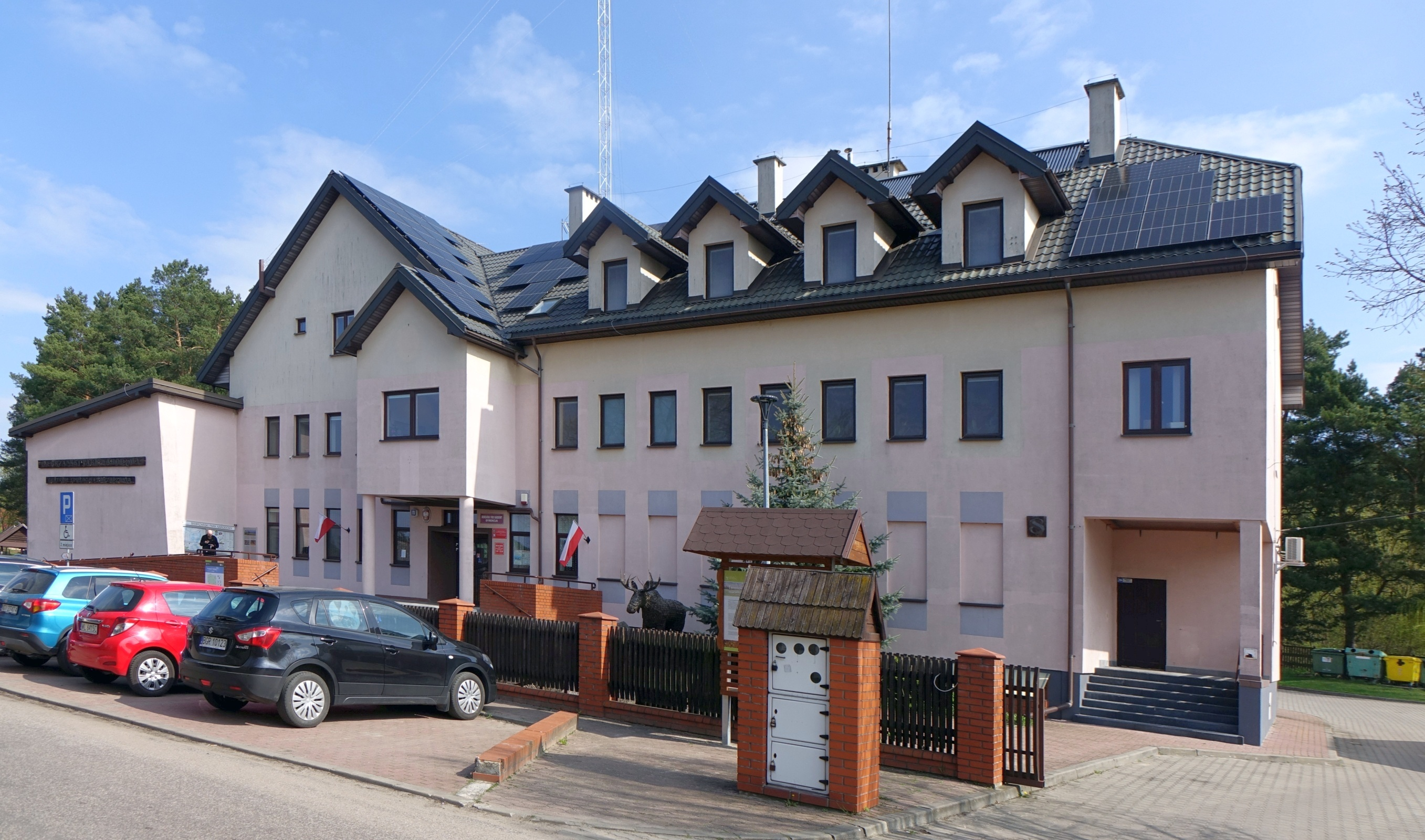
Siedziba BPN Osowiec-Twierdza
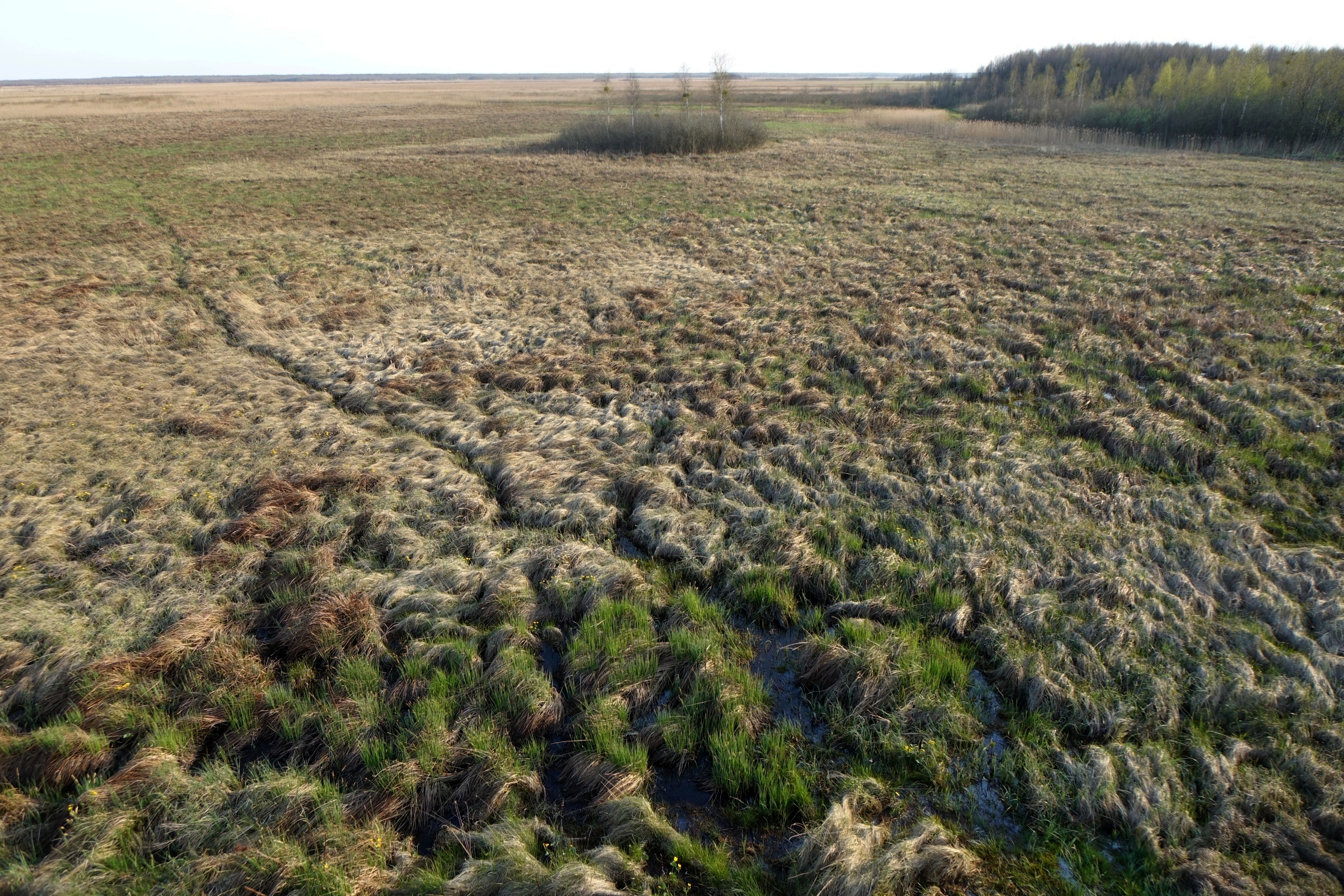
Turzycowiska nad Biebrzą
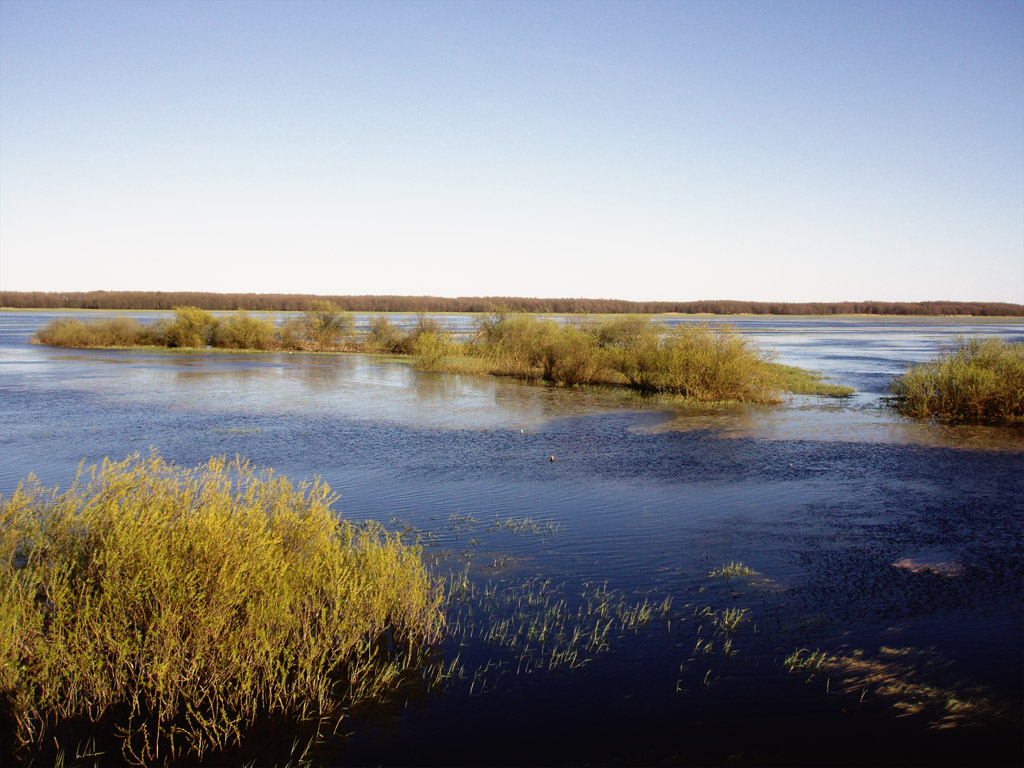
Rozlewiska Biebrzy w okolicach Brzostowa
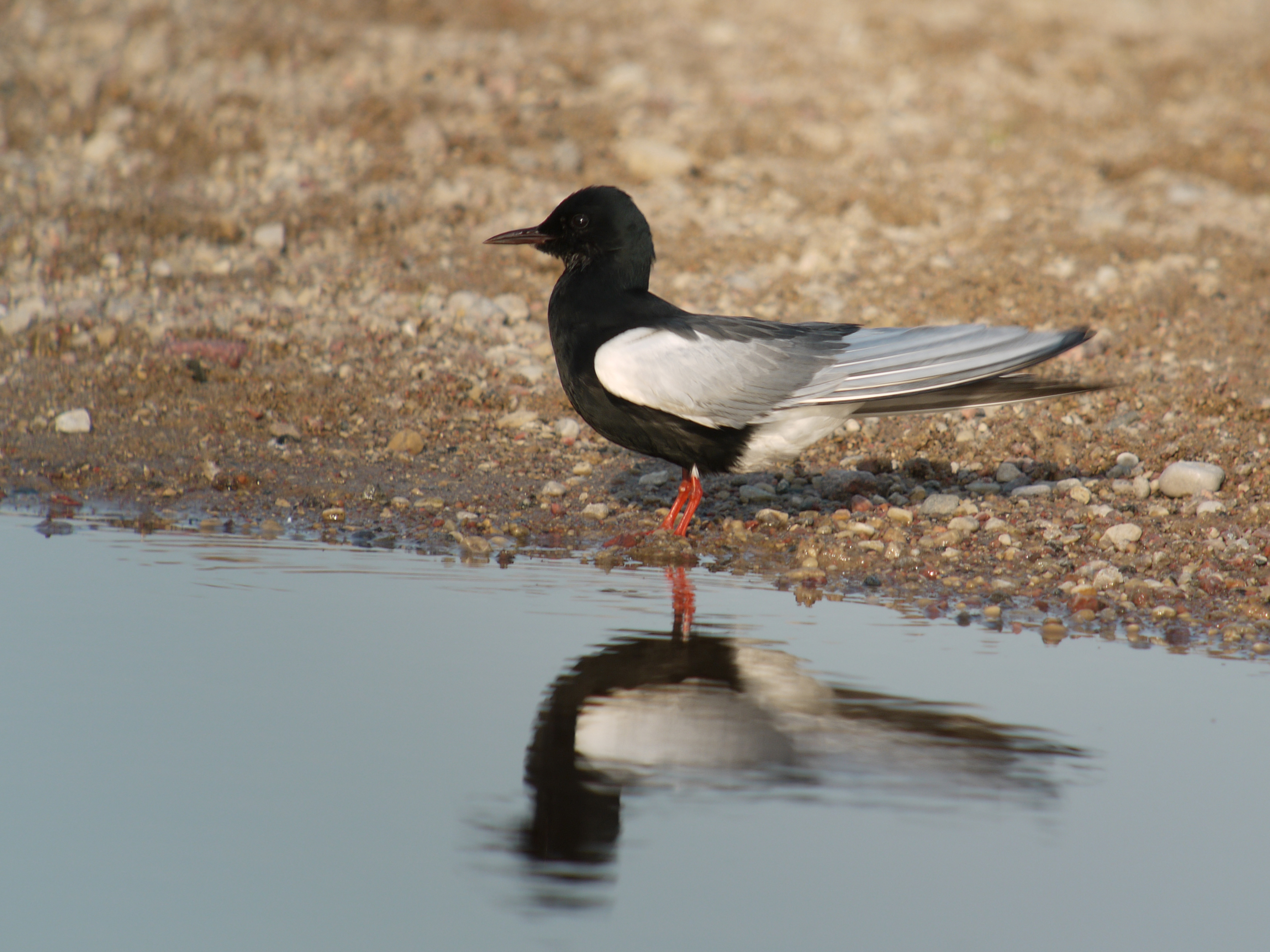
Rybitwa białoskrzydła (Chlidonias leucopterus)
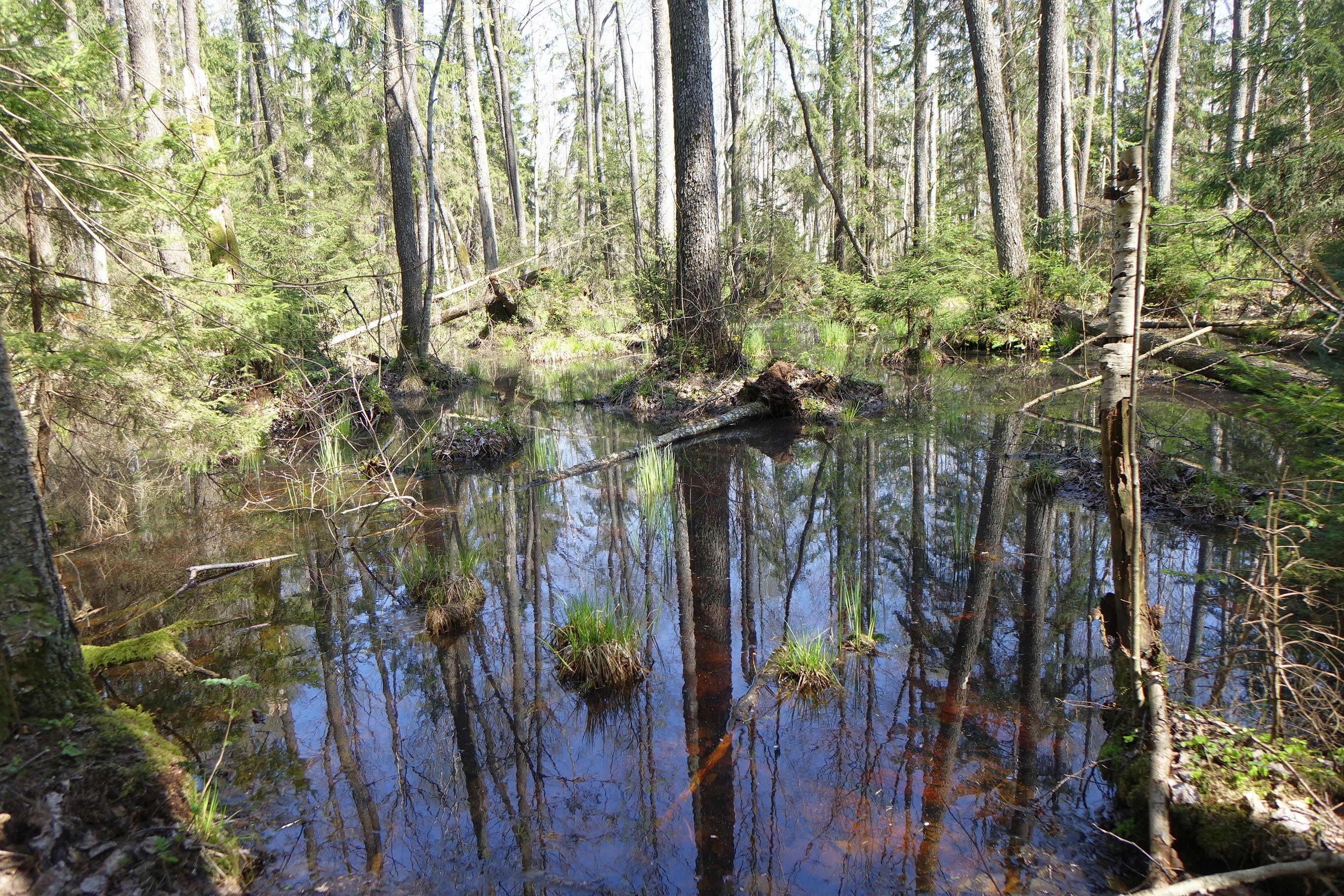
Czerwone Bagno
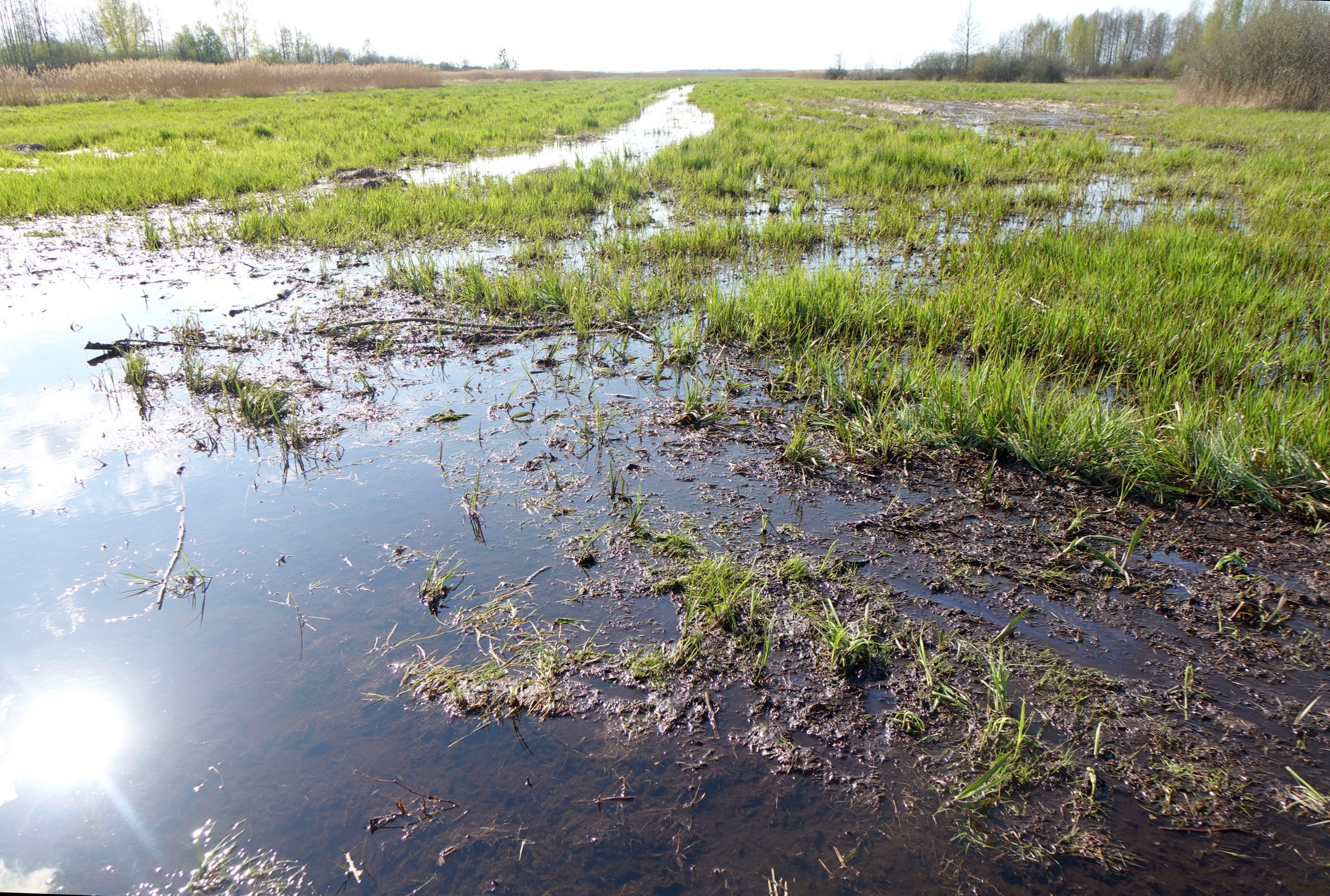
Rozlewisko rzeki Kosodka
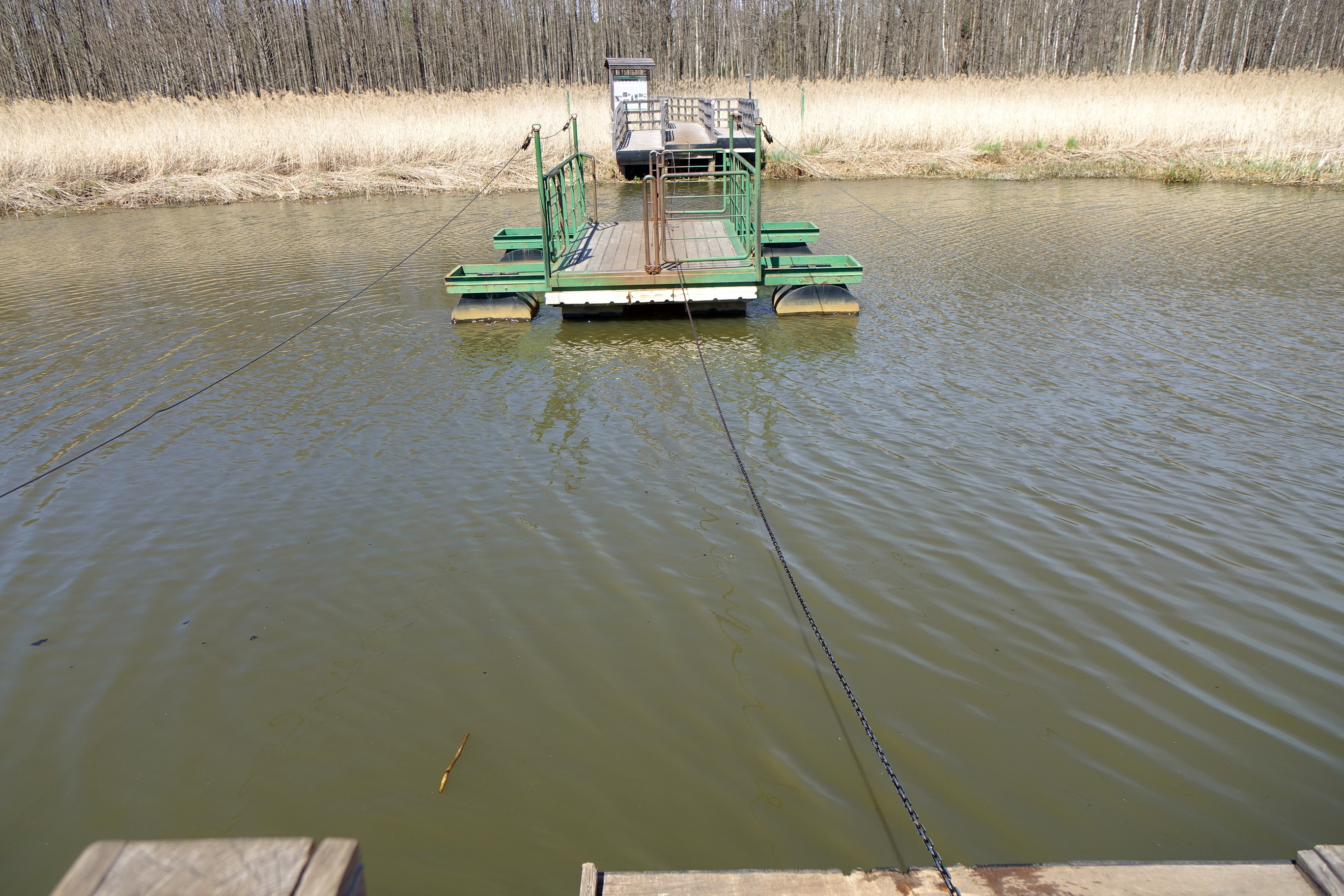
Samoobsługowy pomost do przeprawy przez Biebrzę
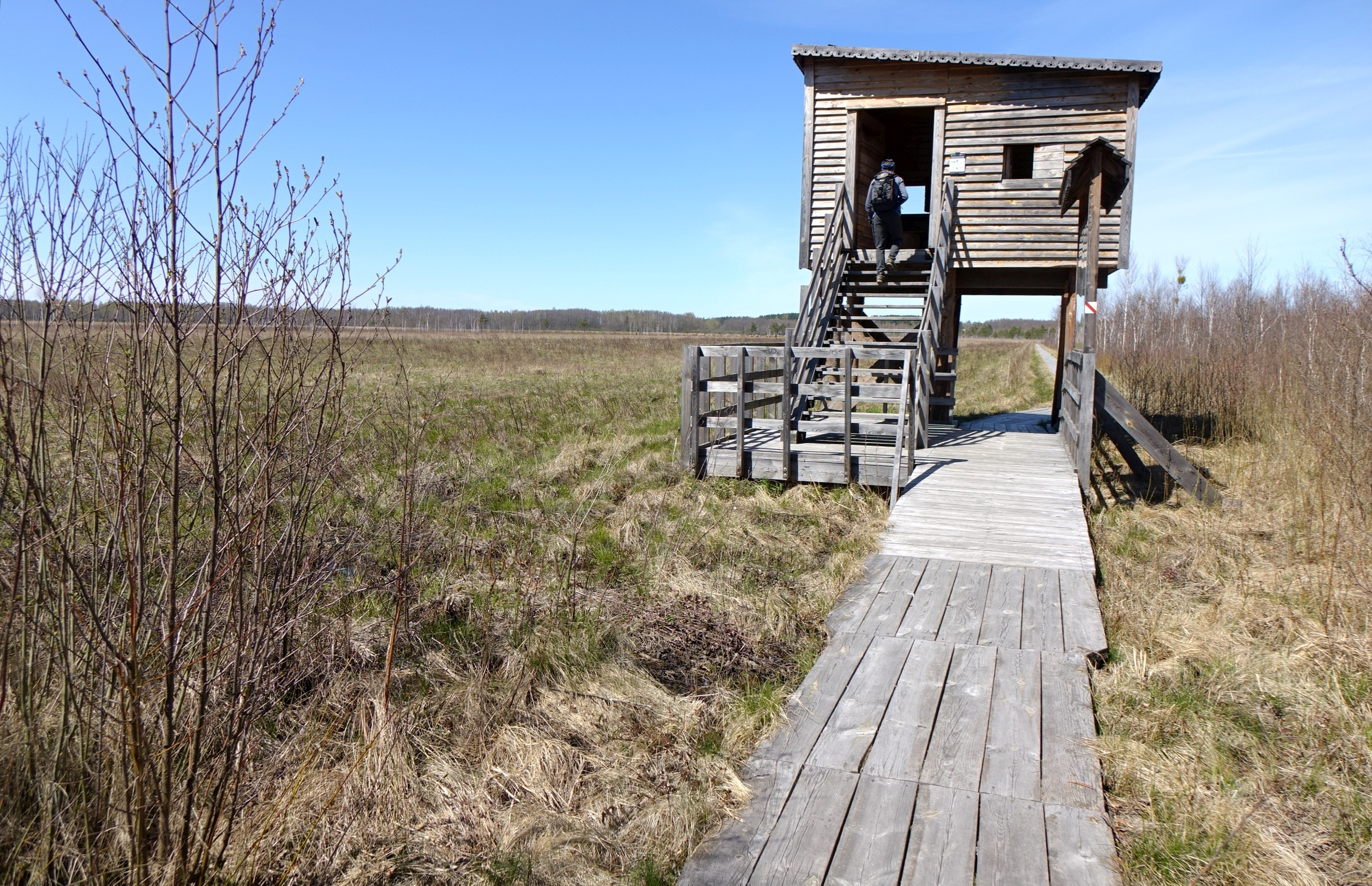
Czatownia do obserwacji zwierząt
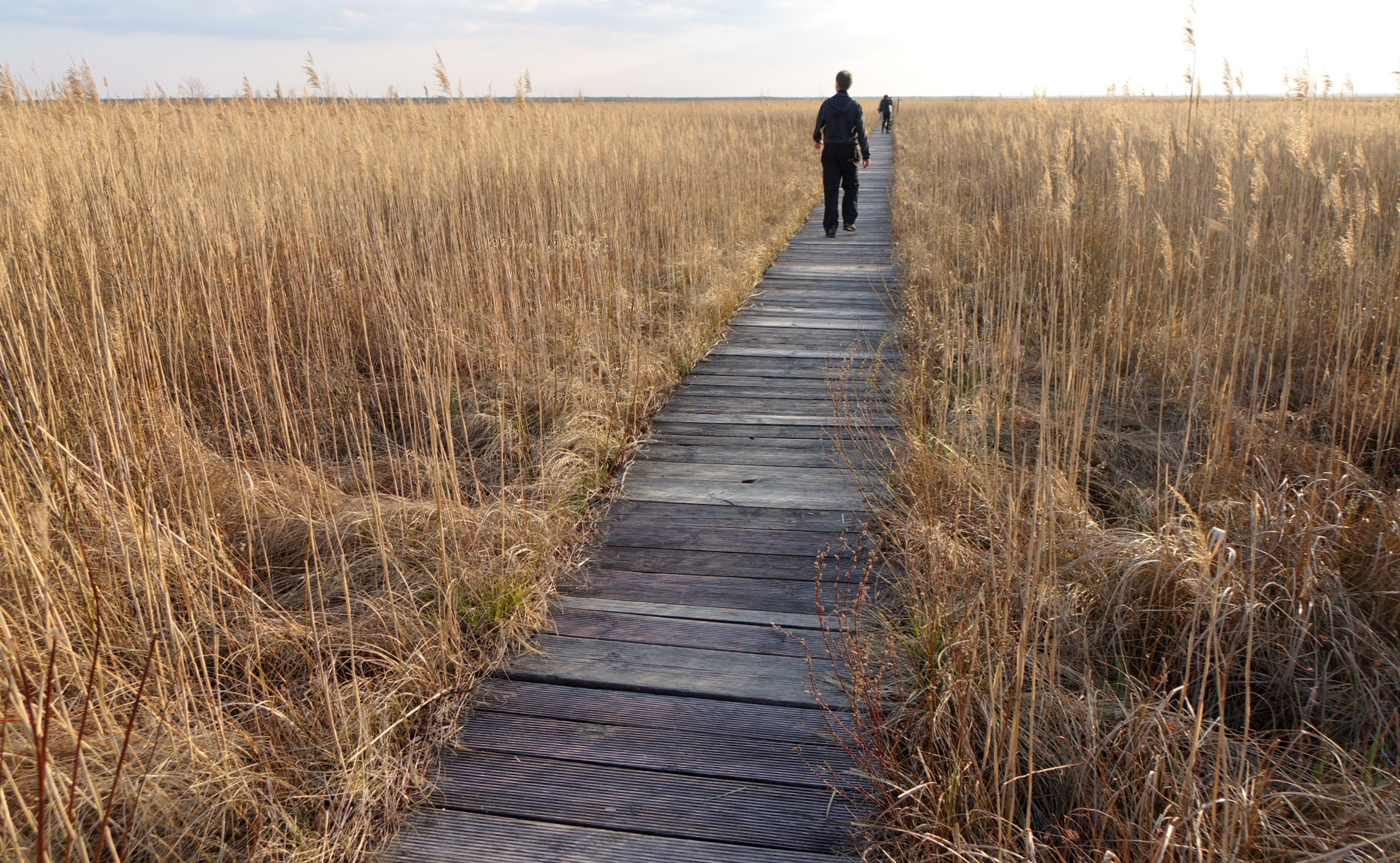
Kładka ścieżki dydaktycznej „Długa Luka”
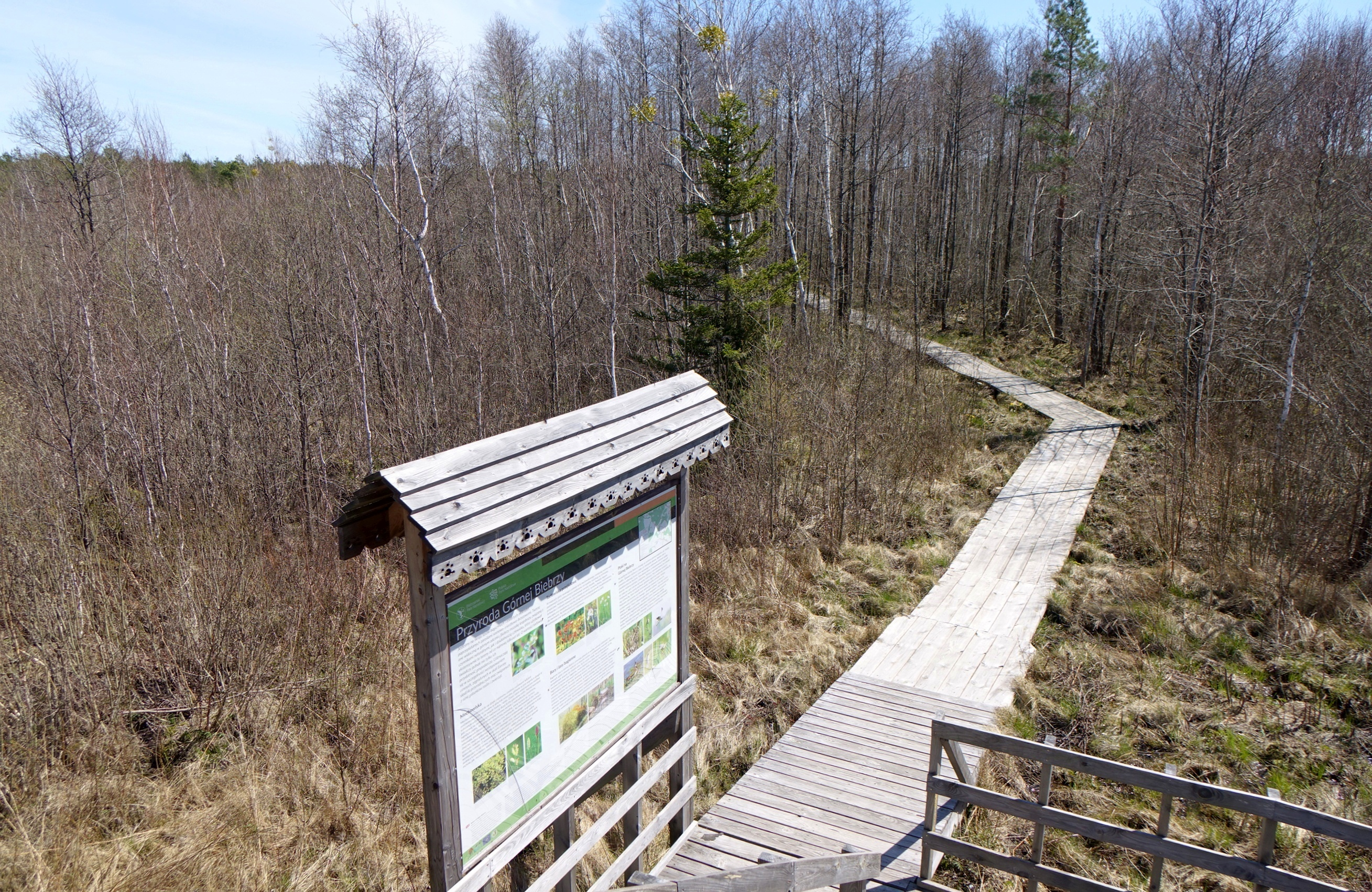
Kładki przez bagienny las

## Plany powiększenia
Istnieją plany poszerzenia granic parku narodowego o dodatkowe 8401,99 ha w cennych przyrodniczo obszarów przyległych do jego obecnych granic.